# Tom Kåre Nikolaisen
Tom Kåre Nikolaisen (Trondheim, 29 de diciembre de 1997) es un jugador de balonmano noruego que juega de pívot en el HØJ Håndbold. Es internacional con la selección de balonmano de Noruega.
Su primer gran campeonato con la selección fue el Campeonato Europeo de Balonmano Masculino de 2020, donde su selección logró, además, la medalla de bronce.

## Clubes
| Club          | País      | Año         |
| ------------- | --------- | ----------- |
| Kolstad HB    | Noruega   | 2013 - 2020 |
| Bergischer HC | Alemania  | 2020 - 2024 |
| HØJ Elite     | Dinamarca | 2024 - Act. |